# Hexachloroosmiate d'ammonium
L'hexachloroosmiate d'ammonium est un composé chimique de formule (NH4)2[OsCl6]. Il se présente sous la forme de cristaux cubiques rouge foncé et se dissout faiblement dans l'eau froide en donnant une solution jaune verdâtre. Il reste stable dans l'air jusqu'à 170 °C. Il se décompose par chauffage à 390 °C ou par chauffage sous flux d'hydrogène en donnant de l'osmium métallique :
3 (NH4)2[OsCl6] ⟶ 3 Os + 2 N2 + 16 HCl + 2 NH4Cl ;
(NH4)2[OsCl6] + 2 H2 ⟶ Os + 2 NH4Cl + 4 HCl.
Historiquement, (NH4)2[OsCl6] a été produit par réaction entre le chlorure d'ammonium NH4Cl et le résidu solubilisé de la réaction à chaud entre l'osmium, le chlorure de potassium KCl et le dichlore Cl2. Il peut également être produit par réaction entre le tétroxyde d'osmium OsO4, l'acide chlorhydrique HCl et le chlorure de fer(II) FeCl2 (ou l'éthanol) puis ajout du chlorure d'ammonium à la solution d'acide hexachloroosmique alors formée suivant la réaction :
OsO4 + 4 FeCl2 + 8 HCl + 2 NH4Cl ⟶ (NH4)2[OsCl6] + 4 FeCl3 + 4 H2O.
Il réagit avec un excès d'hydrate d'hydrazine H2N-NH2·H2O pour donner le complexe pentaammine [Os(NH3)5(N2)]Cl2.